# Marechal Cândido Rondon (kommun)
Marechal Cândido Rondon är en kommun i Brasilien.   Den ligger i delstaten Paraná, i den södra delen av landet, 1 200 km sydväst om huvudstaden Brasília. Antalet invånare är 46 799.
Följande samhällen finns i Marechal Cândido Rondon:
- Marechal Cândido Rondon

Omgivningarna runt Marechal Cândido Rondon är en mosaik av jordbruksmark och naturlig växtlighet. Runt Marechal Cândido Rondon är det glesbefolkat, med 19 invånare per kvadratkilometer.